# Суперавтомобил
Суперавтомобил (на английски: supercar – „свръх“ и „автомобил“) е термин, използван за обозначаване на върхови спортни автомобили, които обикновено са екзотични и произвеждани в малки бройки, а по показатели значително превъзхождат останалите автомобили от своята ера. Суперавтомобилите най-често са такива по своя замисъл, за разлика от модифицираните и тунинговани автомобили, чиито характеристики са подобрени след като те напуснат завода. Суперавтомобилите рядко се произвеждат за използване само на писта, те обикновено напълно легално могат да бъдат управлявани по обществените пътища. Често с времето един суперавтомобил изгубва своите позиции като такъв, тъй като новите модели го превъзхождат, а критериите постоянно стават по-високи.

## Произход на термина
Терминът суперавтомобил е използван за първи път през 1920 г. в реклама на английската кола Ensign 6, публикувана във вестник The Times. Терминът получава широка употреба доста по-късно, през 60-те години на 20 век, след като е използван от английския автожурналист Л. Дж. К. Сетрайт в негово ревю за Lamborghini Miura.

## Критерии
Някои от показателите, характерни (но не задължителни, нито достатъчни сами по себе си) за един суперавтомобил, са следните:

### Дизайн
Много суперавтомобили имат средно разположен двигател и задно предаване, чрез което се постига по-равномерно разпределение на масите в колата. Чрез изместване на основните тежести към средната част на автомобила се намалява техният инерционен момент, което обикновено води до по-остро и пъргаво управление. Някои производители се насочват и към задвижване на четирите колела, защото мощностите на съвременните двигатели са твърде високи, за да бъдат пренесени на пътя само чрез две гуми. Такива автомобили са Bugatti Veyron, Lamborghini Murcielago и др.

### Отношение мощност/маса
Повечето суперавтомобили имат ниска маса и двигател с висока мощност, благодарение на което притежават добро ускорение и управляемост. Така например Porsche Carrera GT (2004) разполага с 443 к.с./тон. Ако сравним това с един подобен по размери и облик спортен автомобил, какъвто е Porsche Boxter, виждаме разликата – Boxter разполага само със 192 к.с./тон.
Някои суперавтомобили имат високо отношение мощност/маса независимо от голямата си тежест. Такъв е Bugatti Veyron – при маса от 1950 kg той има 1001 к.с. или 513 к.с./тон.
С най-високо отношение сред серийно произвежданите суперавтомобили беше Koenigsegg CCR с 694 к.с./тон. Сега рекордът принадлежи на Ultimate Aero TT с 958 к.с./тон. Английският автомобил Caparo T1 има 525 к.с. но има много ниско тегло около 500 – 600 kg, отношението мощност/маса е 1000 к.с./тон. Това и помага да ускори до 100 km/h за 2,5 s.

### Ускорение
Суперавтомобилите притежават изключително ускорение в сравнение с повечето превозни средства, включително и обикновените спортни автомобили. Някои от общоприетите очаквания са:
- 0 до 100 km/h – под 4 секунди се смята за показател на всички суперавтомобили днес. Това ускорение отнема на Bugatti Veyron само 2,5 s
- 0 до 160 km/h – под 9 секунди обикновено се смята за стандарт, някои суперавтомобили са значително по-бързи. Koenigsegg CCX постига тази скорост за 7,7 s
- 0 до 320 km/h – под 30 секунди. McLaren F1 28 секунди, Bugatti Veyron 22 секунди.
- пробег на 400 m със старт от място – под 13 s и крайна скорост над 175 km/h. Показателите на Ferrari Enzo например са 11,1 s и 214 km/h крайна скорост.

## Други критерии
Допълнителни критерии, определящи дали една кола заслужава прякора суперавтомобил:
- Марка: Суперавтомобилите обикновено са силно зависими от своята марка (напр. Ferrari).
- Визия: Суперавтомобилите имат революционни елементи в своята визия. Вдъхновеното от Формула 1 Ferrari Enzo, например, поставя нова насока в дизайна на автомобилите на производителя.
- Целенасочен дизайн: Суперавтомобилите не се разработват с идеята да бъдат практични превозни средства – често липсва багажник, ако има задни седалки, те са тесни и неудобни, просторът на вътрешното пространство търпи компромиси, но всичко това е с цел подобряване на характеристиките на автомобила. Например разположенито на трите седалки в McLaren F1 (шофьорската изнесена пред двете пътнически) допринася за разпределението на масите и подобрява поведението на автомобила.

## Галерия
- Ferrari F40
- Bugatti Veyron 16.4
- Ferrari Enzo
- Ferrari 599 GTB Fiorano
- Lamborghini Reventón
- Maserati MC12
- McLaren F1
- Mercedes-Benz SLR McLaren
- Pagani Zonda
- Porsche Carrera GT
- Saleen S7
- Corvette C8